# Union politique nationale (parti politique)
Pour les articles homonymes, voir Union politique nationale.
L'Union politique nationale (en grec : Εθνική Πολιτική Ένωσις (EΠΕΝ), Ethniki Politiki Enosis (EPEN)), était un parti politique grec créé le 30 janvier 1984 par Geórgios Papadópoulos.

## Membres connus
- Geórgios Papadópoulos, ancien chef de l'État lors du « régime des Colonels »,
- Makis Voridis, qui rejoindra la Nouvelle Démocratie en 2012,
- Nikólaos Michaloliákos, futur leader du parti Aube dorée,
- Chrýsanthos Dimitriádis, député européen de 1984 à 1988,
- Spyros Zournatzis
- Aristídis Dimópoulos, député européen de 1988 à 1989.

Le parti n'a jamais réussi à avoir de député au Parlement national grec.

## LesDroites Européennes
Aux élections européennes de 1984, l'Union politique nationale obtient 2,4 % des voix et un siège sur 24 au Parlement européen (Chrýsanthos Dimitriádis). Le Mouvement social italien obtient 6,5 % des voix et 5 sièges. Le Front national français obtient 11 % des voix et 10 élus. Le 24 juillet, ils constituent ensemble le Groupe des droites européennes. En 1985, le GDE est rejoint par John Taylor, un parlementaire du Parti unioniste d'Ulster. Le groupe compte donc 17 parlementaires.
Le député grec Chrýsanthos Dimitriádis fait partie de la délégation de 16 membres du Groupe des droites européennes reçue, le 11 avril 1985, officiellement en audience par le pape Jean-Paul II. Le pape encourage les députés à « continuer leur combat contre l'avortement, en conformité avec la doctrine sociale de l'Église » et « contre la décadence des valeurs morales en Europe »,.